# Carlos Moorhead
Carlos John Moorhead (ur. 5 maja 1922 w Long Beach, zm. 23 listopada 2011 w La Cañada Flintridge) – amerykański polityk, członek Partii Republikańskiej.

## Działalność polityczna
Od 1967 zasiadał w Zgromadzeniu Stanowym Kalifornii. Następnie od 3 stycznia 1973 do 3 stycznia 1975 przez jedną kadencję był przedstawicielem 20. okręgu, a od 3 stycznia 1975 do 3 stycznia 1993 przez dziewięć kadencji był przedstawicielem 22. okręgu, a następnie do 3 stycznia 1997 przez dwie kadencje był przedstawicielem 27. okręgu wyborczego w stanie Kalifornia w Izbie Reprezentantów Stanów Zjednoczonych.